# Lista siturilor Natura 2000 din Cipru
Lista siturilor Natura 2000 din Cipru conține toate ariile naturale din această țară incluse în rețeaua europeană Natura 2000.
Această listă este generată cu date din Wikidata și este actualizată periodic de un robot.
 Editările făcute în listă vor fi șterse la următoarea actualizare!
| Imagine | Cod Natura 2000 | Articol                                       |
| ------- | --------------- | --------------------------------------------- |
|         | CY4000024       | Oceanid                                       |
|         | CY6000002       | Alykes Larnakas                               |
|         | CY3000011       | Deryneia                                      |
|         | CY3000002       | Spa Kavo Gkreko                               |
|         | CY2000001       | Mammari - Kokkinotrimithia - Deneia           |
|         | CY2000002       | Alykos Potamos - Agios Sozomenos              |
|         | CY2000003       | Periochi Mitserou - Agrokipias                |
|         | CY2000004       | Dasos Machaira                                |
|         | CY2000005       | Madari - Papoutsa                             |
|         | CY2000006       | Dasos Pafou                                   |
|         | CY2000007       | Potamos Gialias                               |
|         | CY2000008       | Merras-Petromoudkia                           |
|         | CY2000009       | Fountoukodasi Pitsilias                       |
|         | CY2000010       | Koilada Potamou Maroullenas                   |
|         | CY2000011       | Potamos Peristeronas                          |
|         | CY2000012       | Koilada Kargoti                               |
|         | CY2000013       | Periochi Tzionia                              |
|         | CY2000014       | Periochi Atsa - Agios Theodoros               |
|         | CY2000015       | Vounokorfes Madaris - Papoutsas               |
|         | CY3000001       | Ethniko Dasiko Parko Potamos Liopetriou       |
|         | CY3000006       | Thalassia Periochi Nisia                      |
|         | CY3000008       | Limni Paralimniou                             |
|         | CY3000009       | Periochi Agias Theklas - Liopetri             |
|         | CY4000001       | Periochi Polis - Gialia                       |
|         | CY4000002       | Cha - Potami                                  |
|         | CY4000003       | Koilada Diarizou                              |
|         | CY4000004       | Vouni Panagias                                |
|         | CY4000005       | Episkopi Morou Nerou                          |
|         | CY4000006       | Thalassia Periochi Moulia                     |
|         | CY4000007       | Xeros Potamos                                 |
|         | CY4000008       | Koili - Mavrokolympos                         |
|         | CY4000009       | Periochi Skoulli                              |
|         | CY4000010       | Chersonisos Akama                             |
|         | CY4000013       | Faros Kato Pafou                              |
|         | CY4000014       | Periochi Drymou                               |
|         | CY4000016       | Farangia Agias Aikaterinis - Agias Paraskevis |
|         | CY4000017       | Gkremoi Chanoutari                            |
|         | CY4000018       | Ekboles Potamon Ezousas, Xerou, Kai Diarizou  |
|         | CY4000019       | Zoni Eidikis Prostasias Koilada Sarama        |
|         | CY4000020       | Zoni Eidikis Prostasias Koilada Diarizou      |
|         | CY4000021       | Koilada Ezousas                               |
|         | CY4000022       | Kremmoi Ezousas                               |
|         | CY4000023       | Zoni Eidikis Prostasias Chersonisos Akama     |
|         | CY4000025       | Zoni Eidikis Prostasias Xeroy Potamou         |
|         | CY5000001       | Dasos Lemesou                                 |
|         | CY5000002       | Periochi Kokkinokremmos                       |
|         | CY5000003       | Metalleio Kalavasou                           |
|         | CY5000004       | Ethniko Dasiko Parko Troodous                 |
|         | CY5000005       | Akrotirio Aspro - Petra Romiou                |
|         | CY5000006       | Koilada Limnati                               |
|         | CY5000007       | Periochi Asgatas                              |
|         | CY5000008       | Periochi Koiladas Xylourikou                  |
|         | CY5000009       | Potamos Paramaliou                            |
|         | CY5000010       | Zoni Eidikis Prostasias Cha - Potami          |
|         | CY5000011       | Zoni Eidikis Prostasias Koilada Limnati       |
|         | CY6000001       | Periochi Moytti Toy Ziou                      |
|         | CY6000003       | Periochi Lympion - Agias Annas                |
|         | CY6000004       | Dasos Stavrovouniou                           |
|         | CY6000005       | Periochi Lefkaron                             |
|         | CY6000006       | Ethniko Dasiko Parko Rizoelias                |
|         | CY6000007       | Potamos Panagias Stazousas                    |
|         | CY6000008       | Potamos Pentaschinos                          |
|         | CY6000009       | Periochi Kosiis - Pallourokampou              |
|         | CY6000010       | Zoni Eidikis Prostasias Limni Oroklinis       |
|         | CY6000011       | Limni Oroklinis                               |
|         | CY3000007       | Fragma Achnas                                 |
|         | CY4000015       | Periochi Kritou Marottou                      |
|         | CY3000005       | Kavo Gkreko                                   |